# Karl Bergström (boxare)
Karl Ivan Bergström, född 10 mars 1937 i Örnsköldsvik, död 10 maj 2018 i Sollentuna, var en svensk boxare. Han tävlade för Sundsvalls BK, Nacka BK, IF Linnéa och Djurgårdens IF.
Bergström tävlade i weltervikt för Sverige vid olympiska sommarspelen 1960 i Rom, där han blev utslagen i första omgången mot ghananska Joseph Lartey.
Han blev svensk mästare i lätt weltervikt 1957 samt svensk mästare i weltervikt 1958 och 1960. Bergström har även fått motta Stora grabbars märke.